# Далибор Ђурђевић
Далибор Ђурђевић (Крушевац, 25. марта 1973.) је бивши фудбалски судија Фудбалског Савеза Србије и интернационални помоћни фудбалски судија са ФИФА лиценцом од 2011. године. 
У саставу судијског тима Милорада Мажића, Ђурђевић је учествовао на ФИФА Светском првенству 2018. године у Русији, као и бројним утакмицама у УЕФА Лиги шампиона, укључујући финале УЕФА Лиге шампиона 2018. године. 
Такође учествује у УЕФА Лиги Европе 2018. године, Купу конфедерација у фудбалу 2017. г., на Европском првенству у фудбалу 2016. г. у Француској, УЕФА Супер купу 2016. г., ФИФА Светском првенству 2014. у Бразилу, ФИФА У-20 Светском првенству 2013. у Турској, као и бројни наступи на највећим мечевима у организацији Фудбалског савеза Србије, Кинеског фудбалског савеза, Фудбалског савеза Катара, Фудбалског савеза Саудијске Арабије и Египатског фудбалског савеза као помоћни судија и видео асистент судија (ВАР) . 
Ђурђевић је од стране Фудбалског савеза Србије изабран за најбољег судију помоћника 5 година заредом, а носилац је и бројних престижних награда за професионално фудбалско суђење, како у земљи тако и у иностранству. 
Добитник је признања *Златна пиштаљка* Фудбалског Савеза Србије, за специјалан допринос и репрезентовање Републике Србије и ФСС у свету. 

## Судијска каријера
Своју судијску каријеру започео је 1994. године и након само три године добио звање савезног судије. 
У Првој савезној лиги провео је 10 година (1999—2009). Мало позната чињеница је да је за то време одсудио 126 утакмица са пиштаљком у рукама, а чак је и дебитовао у Супер лиги Србије 2004. године. 
На листу помоћних судија Супер лиге Србије прелази 2009. године и недуго затим стиже на међународну листу ФИФА помоћних судија. У једном свом интервјуу је касније споменуо да је то била најважнија одлука у његовој каријери. Придружио се тиму Милорада Мажића 2012. године и заједно са ФИФА помоћним судијом Милованом Ристићем постао део најуспешнијег судијског тима у историји српског фудбала. Прихватио је Мажићеву визију тима да ће заједно постићи сјајне ствари, уз много напорног рада који долази са тим. 

### 2013 ФИФА У20 Светско првенство Турска
Као део УЕФА Елитних судија, читав тим је позван на ФИФА У20 Светско првенство 2013. у Турској, где су били задужени за две утакмице: Колумбија — Аустралија, 1-1 (Хусеиин Авни Акер Стадиум, Трабзон, 22. јуна 2013.) и Нигерија — Уругвај 1-2 у Турк Телеком Арени, Истанбул, 2. јула 2013. 

### 2014 ФИФА Светско првенство Бразил
Као део Мажићевог судијског тима, судио је утакмице групне фазе Немачка - Португал у Салвадору да Бахији, у којој је Пепе искључен после ударања главом Тхомаса Муллера, а Немачка је победила са 4-0.
Друга утакмица групне фазе на којој је овај судијски тим учествовао била је Аргентинa и Иран (1-0). Пуно се причало у фудбалским и судијским круговима о старту одбрамбеног играча Аргентине Пабла Забалета на нападача Ирана Ашкана Дејаге у казненом простору Аргентине у 58. минуту утакмице.
Овај Светски куп је био њихов највећи турнир до тада, на коме су доста научили.

### 2014–2016
У марту 2015. Ђурђевић је био део судијског тима задуженог за узвратни сусрет УЕФА Лиге шампиона  између 
ФК Борусија Дортмунд и ФК Јувентус, као и прве утакмице четвртфинала између ФК Атлетико Мадрид и ФК Реал Мадрид, као и полуфинални меч Лиге Европе ФК Дњипро - ФК Наполи.
У јулу 2015. године, египатска фудбалска асоцијација ангажовала судијски тим Мажић, Ристић, Ђурђевић за највећи египатски дерби између градских ривала ФК Ал Ахли и ФК Замалек.
У фебруару 2016. године именовани су за нокаут утакмицу УЕФА Лиге Европе између ФК Манчестер јунајтед и ФК Ливерпул на стадиону Олд Трафорд пред 75180 људи.

### УЕФА Европско првенство 2016
Судијска комисија УЕФА именовала је српски судијски тим на челу са Мажићем за вођење мечева на Европском првенству у фудбалу 2016 у Француској. Српски судијски тим је одређен да суди меч групне фазе између Републике Ирске и Шведске на стадиону Стаде де Франце у Паризу 13. јуна, који је завршен 1-1.
Такође су 17. јуна судили утакмицу у групи Д између Шпаније и Турске на Алианз ривијери у Ници, а Шпанија је победила 3-0.
У елиминационој фази, судијски тим је постављен да води утакмицу шеснаестине финала између Мађарске и Белгије на стадиону Муниципал у Тулузу, који је белгијски тим добио са 4-0.

### 2016 УЕФА Суперкуп
Као резултат сјајне форме на европском првенству судијска комисија УЕФА именовала је Мажића, Ристића и Ђурђевића за најпрестижнију утакмицу у дотадашњој каријери, Финале УЕФА Суперкупа 2016. године између ФК Реал Мадрид и ФК Севиља на стадиону Леркендал у Трондхеиму, у Норвешкој, где је Реал победио 3-2 након продужетака. 
Ђурђевић је ту утакмицу споменуо као једну од најзахтевнијих у каријери, где је цео тим морао да донесе неке велике и тешке одлуке, а за себе је издвојио погодак у 90. минуту из „мртвe линије“ када је Реал изједначио и изборио продужетке. Све ове одлуке су морале бити донесене без помоћи видео технологије, јер је тек од следеће године УЕФА почела да користи ВАР.

### 2017 Финале Купа конфедерација
Следеће признање које је ФИФА указала овом судијском тиму било је финале Купа конфедерација 2017. између Чилеа и Немачке , одиграног у Санкт Петербургу 2. јула 2017. године. Ово је било њихово прво финале уз помоћ видео технологије, што се показало од помоћи када је Гонзало Јара лактом ударио Тима Вернера у лице.

### 2018 Финале Лиге шампиона
По први пут и историји фудбала један судијски тим из Србије је био задужен за Финале Лиге шампиона, које се одиграло 26. маја 2018. године између ФК Ливерпул и ФК Реал Мадрид у Кијеву. Судијски тим осим Милорада Мажића, Милована Ристића и Далибора Ђурђевића, чинила су још тројица српских судија: Ненад Ђокић и Данило Грујић као додатне помоћне судије и Немања Петровић као резерва.
Као помоћни судија, Ђурђевић је у овој утакмици донео важну одлуку, поништени погодак у 43. минуту због двоструког офсајда, за само пар центиметара. Бивши интернационални судија Едуардо Итурралде Гонзалез у једном је интервјуу за шпански радио прокоментарисао да је ова одлука била у потпуности исправна зато што су и Бензема, а исто тако и Кристиано Роналдо били у недозвољеној позицији.
 

Ова утакмица је симболизовала највећи успех у каријери овог тима, као резултат резултат 25 година напорног рада, на шта се Ђурђевић осврнуо у једном од својих интервјуа. Перформансе судијске екипе похвалили су Пјерлуиђи Колина, легенда у фудбалским круговима и шеф УЕФА судијске комисије у то време.

### 2018 ФИФА Светско првенство Русија
Као круна каријере тима, Одбор судија ФИФА одабрао је Милорада Мажића, Милорада Ристића и Далибора Ђурђевића између 36 судија и 63 помоћника судија за Светско првенство у фудбалу 2018 у Русији. 
Судили су утакмице Јужна Кореја - Мексико 1-2 (Ростов-на-Дону, 23. јун), Сенегал - Колумбија 0-1 (Самара, 28. јун), као и четвртфиналну утакмицу Бразил - Белгија 1-2 (Казан, 6. јули).  
Били су први кандидати за финални меч, али пошто је Хрватска играла у финалу, ФИФА покушала да избегне било какав ризик због политичких односа Србије и Хрватске. Мимо тога, многи хрватски навијачи и спортски новинари објавили су на друштвеним мрежама и у разним спортским вестима да им не би сметало да Мажића, Ристића и Ђурђевића виде у финалу и да би њих одабрали радије него Нестора Питану.
Упркос чињеници да им није успело да суде Финале Свјетског првенства у фудбалу 2018, фудбалски навијачи и професионалци су их незванично прогласили једним од најбољих судијских тимова турнира.

### Последњи наступи тима (2018—2019)
Наредну велику утакмицу судили су 16. октобра 2018 на Стад де Франс када је Француска победила Немачку 2-1 у УЕФА Лиги нација.
Судили су и у плеј-офу Лиге шампиона утакмицу ФК Бенфика - ФК ПАОК (1-1).
У групној фази били су задужени за утакмице ФК ПСВ Ајндховен - ФК Интер Милано (1-2), ФК Манчестер јунајтед - ФК Јувентус (0-1) и ФК Барселона - ФК Тотенхем хотспер (1-1) 11. децембра 2018, што је био њихов последњи наступ у Лиги шампиона.   
Дана 14. фебруара 2019. године Мажић, Ристић и Ђурђевић делегирани су за утакмицу УЕФА Лиге Европе, Стадион Летзигрунд, Цирих, ФК Цирих - ФК Наполи (1-3), што је био њихов последњи међународни наступ као тим.
Почетком 2019. године Мажић је наставио каријеру као судија Кинеског фудбалског савеза, док су Ристић и Ђурђевић постали део Саудијске професионалне лиге.

### ВАР
На самом почетку имплементације видео технологије у суђењу, Ђурђевић добија лиценцу за помоћника ВАР судије. Своје прво појављивање у новој улози имао је на Купу Конфедерација 2017 у Русији.
После окончања каријере ФИФА помоћног судије, 2020. године постаје ФИФА Видео Судија. 
Након имплементације видео технологије у Супер лиги Србије, Ђурђевић постаје први ВАР ПРО судија, све до 2022. године, када и званично завршава каријеру активног ВАР судије.
У улози ВАР судије учествовао је на УЕФА Лиги Европе, Супер лиги Србије, Сауди про лиге и Премијер лиге Кувајта.

### ВАР Менаџер - Инструктор
Као ФИФА ВАР инструктор, ангажован је од стране Фудбалског савеза Кипра 2022 године у улози ВАР менаџера и вође тима видео судија. После постигнутих резултата, председник Фудбалски савеза Кипра Гиоргос Кумас рекао је да је ангажовање Мажића, Ристића и Ђурђевића била најбоља одлука коју је федерација икада донела.

### Српски вечити дерби
Током своје десетогодишње каријере судије Суперлиге учествовао је у 25 вечитих дербија између ФК Црвена звезда и ФК Партизан. То је меч који заузима посебно место у срцу било којег навијача, фудбалера и званичника Србије, због дугогодишњег ривалства два тима. 

### Образовање судија и хуманитарни рад
Укључен је активно у разне програме судијског менторства и развоја таленатованих судија у Србији и иностанству. 
Водио је кампању коју је подржао Фудбалски савез Србије за прикупљање средстава и помоћ српском здравственом систему у борби против пандемије вируса корона. 